# In motion 2003 - 増幅
『In motion 2003 - 増幅』（イン・モーション2003 ぞうふく）は、2004年5月28日、GO4 Recordsから発売された、佐野元春のライブ・アルバム。

## 概要
2003年11月15日と16日に、鎌倉芸術館で行われたポエトリーリーディング・ライブを収録。
前作「In motion 2001 - 植民地の夜は更けて」と同じく佐野と井上鑑の共同プロデュース。
当初は、2004年4月21日に発売される予定だったが、ソニーミュージックエンタテインメント側がCD-DAからレーベルゲート2での発売を変更したいとの通達があった。しかし、CD-DAでは1枚で収録できるものがレーベルゲート2だと技術上の関係で2枚組になってしまい、「コピープロテクトを適用することで2枚組に分断されることは良い結果ではない」という佐野の意向により、インディーズレーベルでインターネット限定販売という形でリリースとなったため、5月28日に発売日が変更された。

## 収録曲
| #         | タイトル                                                  | 作詞      | 作曲      | 編曲      | 時間  |
| --------- | --------------------------------------------------------- | --------- | --------- | --------- | ----- |
| 1.        | 「ポップチルドレン - 最新マシンを手にした陽気な子供たち」 | 佐野元春  | 佐野元春  | 佐野元春  | 5:26  |
| 2.        | 「ああ、どうしてラブソングは…」                           | 佐野元春  | 佐野元春  | 佐野元春  | 9:06  |
| 3.        | 「廃虚の街」                                              | 佐野元春  | 佐野元春  | 佐野元春  | 4:31  |
| 4.        | 「アルケディアの丘で」                                    | 佐野元春  | 佐野元春  | 佐野元春  | 5:08  |
| 5.        | 「ベルネーズソース」                                      | 井上鑑    | 井上鑑    | 井上鑑    | 6:28  |
| 6.        | 「こんな夜には」                                          | 佐野元春  | 佐野元春  | 佐野元春  | 11:35 |
| 7.        | 「日曜日は無情の日」                                      | 佐野元春  | 佐野元春  | 佐野元春  | 6:43  |
| 8.        | 「何もするな」                                            | 佐野元春  | 佐野元春  | 佐野元春  | 7:24  |
| 9.        | 「世界劇場」                                              | 佐野元春  | 佐野元春  | 佐野元春  | 6:24  |
| 10.       | 「何が俺達を狂わせるのか?」                               | 佐野元春  | 佐野元春  | 佐野元春  | 6:44  |
| 合計時間: | 合計時間:                                                 | 合計時間: | 合計時間: | 合計時間: | 69:29 |